# 王辉 (1924年)
王辉（1924年—2010年8月27日），曾用名王启德，男，江苏涟水人。生于赣榆县土城人。中华人民共和国政治人物。中国共产党第九次、十次全国代表大会代表。

## 生平
1938年8月参加抗日同盟会。1939年7月参加八路军淮河大队战士。1939年8月加入中国共产党。1939年12月至1947年间历任淮河大队独立三中队政治宣传员，长安大队警卫团中队代指导员、指导员、连长兼指导员、教导队队长兼政治指导员、连长、参谋、副营长、营长，宿迁顺河区区长，淮海大队副大队长等职。1947年随军南下，历任华东南下大队副大队长、豫皖苏军区独立三团副团长兼参谋长、第二野战军第十八军第48师作战科长兼办公室主任、浙江省江山县警备司令部副司令员兼剿匪司令员、第五兵团工兵总队参谋长、西南工兵学校一大队大队长、中国人民志愿军（机械化）工兵六团团长等职。
1954年11月至1958年苏联莫斯科古比雪夫军事工程学院学习。1959年1月任军委工程兵司令部军训处副处长、处长。1964年任军委工程兵建筑工程第五十三师师长。率部援越抗美，任中国志愿工程队第二支队副支队长兼参谋长。1967年春率部归国，在湖南衡阳休整了一个月后，率部赴河南平顶山确保煤矿正常生产。
1967年7月28日任任河南省军区副司令员兼郑州警备区副司令，率一个团进郑州“三支两军”，任郑州市革命委员会筹备组组长。1968年1月兼任武汉军区工程兵主任。1968年7月任中共河南省委常委兼郑州市革命委员会主任（郑州市一把手）。1971年在郑州郊区建了10个“五七农场”，使得郑州知青不出市上山下乡。1971年3月任中共郑州市委第一书记至1974年1月。1975年任武汉军区司令部副参谋长。1977年10月任中共郑州铁路局党委第三书记。1978年10月任中共河南省委书记（当时设第一书记）、河南省革命委员会副主任。1979年11月任国务院国防工业办公室副主任、党组副书记。1985年3月离休。2010年8月27日逝世。
王辉在主政郑州市期间，曾主持修建了二七纪念塔、邙山提灌站、金水河水上餐厅、金水路地下电缆和“7401工程”等建筑或设施，有些至今仍在使用。 
荣获三级独立自由勋章、三级解放勋章和独立功勋荣誉章。

## 家人
一儿四女：
- 王海英：长女
- 王海玲：次女
- 王：儿子
- 王和平：三女。郑州某部队医院皮肤科医生
- 王：四女